# مرسيليائية متبدلة
مرسيليائية متبدلة (الاسم العلمي: Massilia varians) هي نوع من البكتيريا، سلبية الغرام، تتبع المرسيليات.